# Cidaria opprestata
Cidaria opprestata är en fjärilsart som beskrevs av Walker 1863. Cidaria opprestata ingår i släktet Cidaria och familjen mätare. Inga underarter finns listade i Catalogue of Life.